# Your'in
Your'in is een eendaags kidspop- en dancefestival voor kinderen tussen 8 en 14 jaar in de Benelux. Het festival werd in juni 2013 voor het eerst gehouden. De organisatie erachter was in 2011 en 2012 verantwoordelijk voor concurrent Pennenzakkenrock. Na een conflict met de provincie Antwerpen werden de banden verbroken en werd een concurrerend festival op touw gezet. In eerste instantie was voor de naam "PZR" gekozen, maar de rechter vond die naam te veel lijken op het origineel, Pennenzakkenrock. 
Sinds 2014 is er ook een Your'in The club. Your'in the club is een clubparty voor jongeren tussen 12 en 16 jaar. De eerste editie vond plaats op 22 december in de Antwerpse Discotheek Carré.

## Formule
Het festival wordt de laatste week van het schooljaar op verschillende locaties georganiseerd. Kinderen tussen 8 en 14 jaar kunnen er individueel of met hun school naartoe. Your’in draait om muziek, randanimatie en educatie. In 2013 was Maureen Vanherberghen (4e, Idool 2011) meter van de festivals, in 2014 Noa Neal (bekend van K3).

## Locaties
In de Kempen is dat in Tongerlo, Beach vindt plaats in Oostduinkerke, de Waalse editie is in Wégimont en sinds 2013 is er ook een Limburgs festival in Bokrijk.

## Artiesten
| 2013     | |
| -------- | --- |
| Beach    | Yellow Claw, Tremolos, Mr. Beatshifter, Fabian, Lalaladies, Karolien Goris, Jill Shaw, Savanna, Maureen                                                                         |
| Kempen   | Fabian, Laura Omloop, Maureen, Yellow Claw, DJ F.R.A.N.K, Bandits, Brahim, Kain, MR. Pillow, Yuboy Jeffrey, Don Luca, Slongs die vanons, Guy'do, Noa Neal, Jill Shaw, 3M8S, WAB |
| Wégimont | Klezmic Circus, Carrefour bongo's, Noa Moon, Maureen, Yew, Chloé, WAB |

| 2014     | |
| -------- | --- |
| Beach    | DJ Freaquency, Joyce, DJ Turntablism, Popkidz, Murdock, 5th Avenue, Brahim, Silke, Mind the Voice             |
| Kempen   | DJ F.R.A.N.K., Maureen, Arunee, Tara, Savanna, Mainstreet, Jeronimo, Lauren Anny J, Noah Neel, Mind the Voice |
| Wégimont | Noa Moon, Primitiv, Moi et le Theo                                                                            |
| Limburg  | Koda, Mathijs, Jeronimo, Noa Neal, Lauren Anny J, Ian Thomas, Boycode, Savanna, Mind the Voice                |

| 2015     | |
| -------- | --- |
| Beach    | Fabian Feyaerts, Pat Krimson, DJ Freaquency, Boycode, Anouk Slootmans, 2 Fabiola, Turntablism                              |
| Kempen   | Tara en Sarah-Marie, Turntablism, DJ F.R.A.N.K., Ghost Rockers, Noa Neal, Blitz, Jellybeans, Jeronimo, Alessandro, Jebroer |
| Wégimont | |
| Limburg  | Jellybeans, Blitz, DJ Jorn, Kelly Pfaff, Brahim, Slongs Dievanongs, Jeronimo, Alessandro                                   |

## Nominaties
In 2013 en 2014 werd Your'in genomineerd voor de European Festival Awards in de categorie 'Best New Festival'.